# Liste der Straßennamen von Hirschau
Die Liste der Straßennamen von Hirschau listet alle Straßennamen von Hirschau auf. 
| Am Alten Brunnen             |
| Am Bachrain                  |
| Am Bachranken                |
| Am Kreuzweiher               |
| Am Lindenranken              |
| Am Mühlbach                  |
| Am Mühlweiher                |
| Am Rohrweiher                |
| Am Schloßacker               |
| Amberger Straße              |
| Amselweg                     |
| Bahnhofstraße                |
| Bahnweg                      |
| Birkenweg                    |
| Bischof-Bösl-Platz           |
| Blumenstraße                 |
| Braunshofweg                 |
| Burgstraße                   |
| Bürgermeister-Amann-Straße   |
| Bürgermeister-Bösl-Straße    |
| Bürgermeister-Lederer-Straße |
| Dr.-Flügel-Straße            |
| Ehenfelder Straße            |
| Eichenweg                    |
| Fasanenweg                   |
| Fliederweg                   |
| Forststraße                  |
| Friedrich-Zeitler-Straße     |
| Frühmeßweg                   |
| Gartenstraße                 |
| Georg-Schiffer-Straße        |
| Goethestraße                 |
| Grundstraße                  |
| Hauptstraße                  |
| Hiedererstraße               |
| Hirschengasse                |
| Hirtengasse                  |
| Hochstraße                   |
| Höllriegelstraße             |
| In der Heidenau              |
| Josefstraße                  |
| Kahlhofstraße                |
| Kellerweg                    |
| Kettelerstraße               |
| Klaus-Conrad-Straße          |
| Klostergasse                 |
| Kohlberger Straße            |
| Koloniestraße                |
| Kolpingstraße                |
| Kommerzienrat-Dorfner-Straße |
| Lerchenstraße                |
| Lessingstraße                |
| Lindenweg                    |
| Marienstraße                 |
| Martin-Luther-Straße         |
| Max-Reger-Straße             |
| Mittlerer Tongartenweg       |
| Moosweiherstraße             |
| Mühlstraße                   |
| Mühlweiherstraße             |
| Nürnberger Straße            |
| Postgasse                    |
| Rathausplatz                 |
| Salvatorweg                  |
| Sandhofweg                   |
| Schillerstraße               |
| Schlesierstraße              |
| Schulstraße                  |
| Schweitzbachweg              |
| Schönbrunner Straße          |
| Sonnenstraße                 |
| Stadtmauerngasse             |
| Steinweg                     |
| Sudetenstraße                |
| Walkstraße                   |
| Weidenweg                    |
| Weinbergstraße               |
| Weißerweg                    |
| Wolfgang-Droßbach-Straße     |
| Ziegelhüttenweg              |

In den 23 Ortsteilen von Hirschau gibt es keine Straßennamen. Dort dienen die Ortsnamen als Straßennamen: Burgstall, Ebenhof, Ehenfeld, Hölzlmühle, Hummelmühle, Kindlas, Krickelsdorf, Kricklhof, Krondorf, Massenricht, Mittelmühle, Obersteinbach, Rödlas, Sargmühle, Scharhof, Schwärzermühle, Steiningloh, Träglhof, Untersteinbach, Urspring, Urspringermühle, Waldmühle, Weiher.